# Albert de Quintana i Combis
Albert de Quintana i Combis (Torroella de Montgrí, 1834 - Girona, 1907) fou un viticultor, polític i escriptor català, pare de Pompeu de Quintana i Serra.
Conegut per les seves idees liberals utilitaristes, participà en la revolució de 1868, i durant la monarquia d'Amadeu I fou nomenat governador civil d'Osca. Fou diputat del Partit Liberal Fusionista per Torroella de Montgrí del 1876 al 1886 i intendent general d'hisenda a Cuba l'any següent. Introduí algunes mesures renovadores en agronomia a les seves propietats de Torroella, a més de participar activament a les exposicions d'agricultura nacionals i internacionals.
Com a escriptor, fou premiat per l'Acadèmia de Bones Lletres el 1858, i amb el pseudònim de Lo cantor del Ter també fou premiat en els Jocs Florals de 1859 (Llágrimas de sanch), 1860 (Las áligas del any vuyt.-Una llágrima á Girona!), 1869 (Lo rey Pere del Punyal) i 1870 (Cançó del comte d'Urgell en Jaume lo Desditxat); endemés en fou mantenidor el 1873 i president el 1874. Endemés, tingué un destacat paper les relacions amb els felibres de Provença, ja que formà part de la delegació catalana que anà a Avinyó el 1874 i a les Festes Llatines de Montpeller amb Felip Pedrell, Marià Aguiló i Fuster, Teodor Llorente i Francesc Matheu i Fornells. També fou candidat per La Renaixença a presidir el Primer Congrés Catalanista, però fou derrotat per Valentí Almirall.